# Harrison Frazar
Harrison Frazar (Dallas, Texas, 29 juli 1971) is een golfprofessional  uit de Verenigde Staten. Hij speelt op de Champions Tour.
Harrison Frazar werd in Dallas geboren maar woonde later in Abilene waar hij op de Highland Park High School zat. Daarna studeerde hij tot 1996 aan de University of Texas en speelde college golf in het team van de Longhorns. Hij trouwde met zijn 'high school sweetheart' Allison en kreeg drie zonen.

Hij was een goede amateur, maar ging al tijdens zijn studie werken bij een onroerendgoedmaatschappij, waar hij golfbanen ontwikkelde. Op aanraden van Mark Brooks, die al op de Amerikaanse Tour speelde, probeerde hij zich toch voor de Amerikaanse Tour te kwalificeren.

## Professional
In 1996 werd hij professional en begon op de Nationwide Tour, waar hij in 1997 zijn enige overwinning behaalde. Zijn gezin reide vaak mee, maar toen Allison hun derde kind verwachtte werd dat te ingewikkeld. In 2007 reisde hij dus alleen, speelde 32 toernooien en miste 21 cuts. Hij moest voor het eerst terug naar de Tourschool. 

### Blessures
Frazar heeft een aantal blessures gehad. Het begon in 2001 met een heupblessure, waaraan hij geopereerd moest worden. In 2005 volgde een operatie aan zijn rechterpols. In 2010 moest hij opnieuw aan zijn heup geopereerd worden en ook nog aan een schouder, waarna hij serieus overwoog met golf te stoppen.

### Keerpunt
Na al deze medische ingrepen mocht Frazar in 2011 proberen zijn speelrecht te behouden door $ 600.000 te verdienen in 11 toernooien. De eerste vijf toernooien verdiende hij niets. Hij nam een paar weken vrij en kwam terug om het Byron Nelson Kampioenschap te spelen en eindigde op de 14de plaats. De week daarop kwalificeerde hij zich voor het Brits Open en nog een week later behaalde hij zijn eerste overwinning en kreeg speelrecht tot eind 2013.
Hij won de St. Jude Classic door Robert Karlsson in de play-off te verslaan. Door deze overwinning werd hij ook uitgenodigd voor de Masters in 2012.

## Overwinningen
Nationwide Tour
- 1997: NIKE South Carolina Classic

Amerikaanse Tour
- 2011: FedEx St. Jude Classic (-13)